# Крутен, Юхан
Юхан Фредрик Крутен (швед. Johan Fredrik Krouthén; 2 ноября 1858, Линчёпинг — 19 декабря 1932, там же) — шведский художник.
Крутен порвал с академическими и романтическими традициями Шведской академии художеств, обратившись к иной трактовке реализма. Сразу после учёбы в академии, Крутен провел несколько месяцев в Париже и в Дании, где был близок к так называемым Скагенским художникам. Вернувшись в Швецию, он писал, в основном, портреты и пейзажи, став знаковой фигурой для культурной жизни родного города.

## Биография
Йохан Крутен, сын торговца Конрада Крутена и Хильды Аткинс, родился в шведском городе Линчёпинге. Его семья происходила из города Норрчёпинг, где несколько поколений её представителей занимались ремеслом, связанным с изготовлением изделий из олова.
Когда Юхану было 14 лет, он бросил школу и начал учиться у Сванте Леонарда Ридхольма, фотографа и художника. В мастерской Ридхольма Крутен освоил базовые навыки как живописи, так и фотографии. В 1875 году, в возрасте 16 лет, Крутен поступил в Шведскую королевскую академию искусств в Стокгольме, где изучал рисунок, портретную живопись пейзаж. В дополнение к образованию в Академии, он также учился у шведского художника Эдварда Персея, который скептически относился к обучению в академическом ключе и поощрял своих учеников писать картины в более естественной манере.
Юношей Крутен познакомился с Оскаром Бьёрком и Андерсом Цорном, которые также учились в Академии. Осенью 1881 года, когда ректор Академии Георг фон Розен предупредил Цорна, что тот не следует учебному плану академии, тот немедленно ответил, что уходит. Крутен, который в это время случайно зашёл в кабинет ректора, тоже сказал, что уйдет.

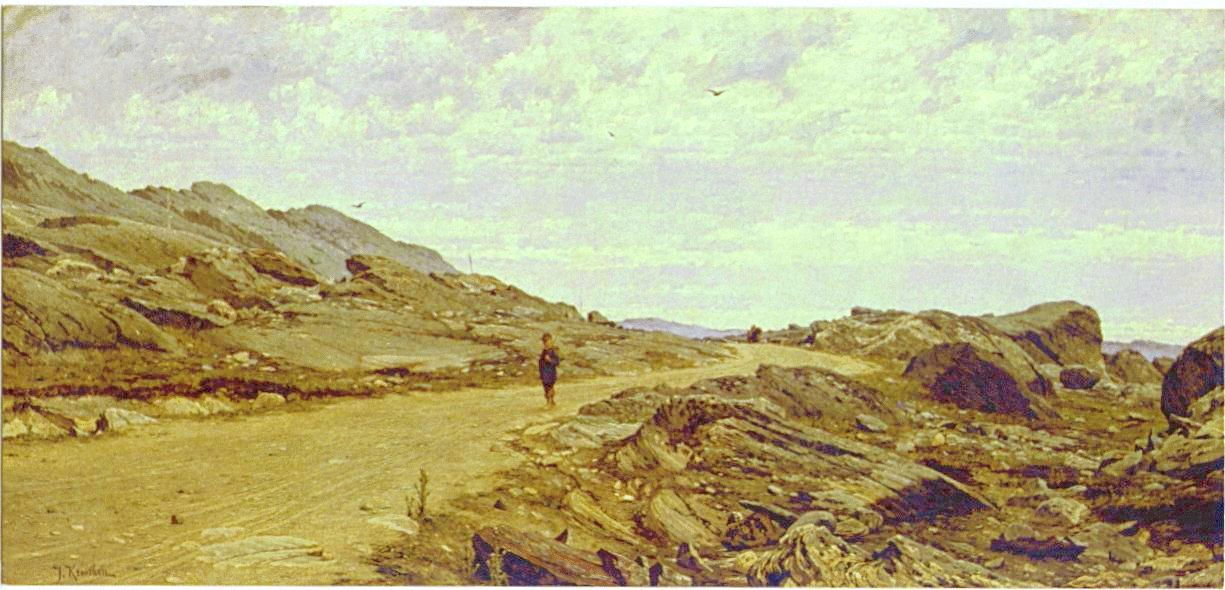
Пейзаж в Бохуслене. Ок. 1882-83

В 1881 году Крутен провел короткое время в Париже, популярном среди шведских художников в 1880-х годах, но вскоре вернулся в Швецию, где писал картины в провинции Сконе и в Бохуслене с его скалистыми пейзажами. Его картина, изображающая пустынный пейзаж с босоногим мальчиком на грунтовой дороге, была выставлена в Стокгольме в 1883 году, вызвав значительное внимание благодаря своему реалистичному, непринуждённому виду.
Летом 1883 года Крутен присоединился к Оскару Бьёрку в датском Скагене на севере Ютландии, где существовала небольшая колония художников-единомышленников из Дании, Норвегии и Швеции. Он оставался там с мая по крайней мере до октября. Эта группа позднее стала широко известна в Дании как Скагенские художники.
После Скагена Крутен вернулся в родной Линчёпинг, где продолжал писать пейзажи. В 1884 году он познакомился с 18-летней Хульдой Оттоссон в замке Линчёпинга, где она участвовала в конкурсе красоты. Говорят, что Крутен был очарован её красотой, и первоначально попросил её позировать для картины. Они поженились в 1886 году, но их первый ребёнок умер при рождении в том же году. В 1891 году Хульда родила близнецов, но умерла во время родов.
Зарабатывать на жизнь искусством в Линчёпинге было нелегко, но Крутен обеспечил себе доход, организовав ряд художественных лотерей со своими картинами в качестве призов. Кроме того, популярностью в городе пользовались изображения местных садов, выполненные Крутеном.
На картине «Весна в саду» (1886) изображен один из садов города. Картина была написана по фотографии, которую предварительно сделал сам Крутен — это являлось новаторством для того времени. Первоначально на картине были изображены и мужчина, и женщина, но мужчину закрасили и добавили куст айвы. Когда картина была выставлена на Парижском салоне в 1889 году, она принесла Крутену золотую медаль.
В 1880-е годы Крутен часто писал портреты и интерьеры. Как и в его «садовых картинах», интерьеры за авторством Крутена, даже когда считаются портретами, часто включают совершенно пассивные фигуры, более напоминающие стаффаж. В 1890-е годы Крутен становился всё более известным и востребованным художником, получал много заказов на портреты, а также выполнил несколько росписей для церквей.
После смерти жены Крутен остался с двумя детьми на руках. В 1902 году он женился повторно на женщине по имени Клара Седерлунд. В 1909 году художник вместе с семьей переехал в Стокгольм и приобрел студию в Вальхаллавегене. Хотя Крутен довольно часто выставлялся в Стокгольме, его основная клиентура по-прежнему была из района Линчёпинга. Он не особенно интересовался современным искусством, объясняя: «Искусство и культура сильно деградировали. Современное искусство — не искусство. Все „измы“, о которых так много говорят люди, довольно бессмысленны: они есть не более, чем имитация традиционного искусства на более низком уровне мастерства».
Крутен часто возвращался в родной Линчёпинг. К 80-летию местного отеля «Стора» в 1932 году он работал над рядом больших картин. За неделю до Рождества он перенес инсульт и был найден мертвым в своём гостиничном номере.

## Галерея

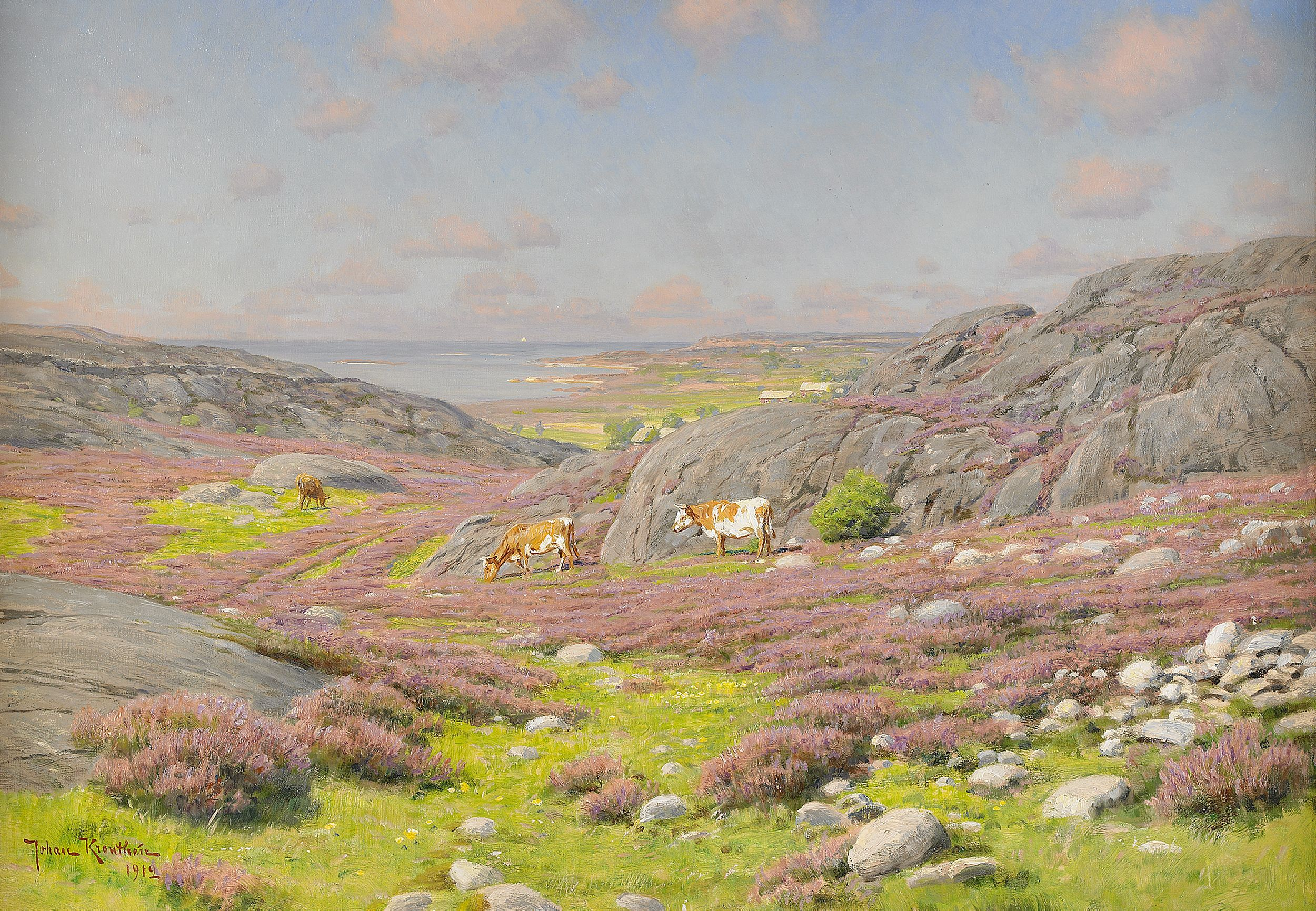
Вид побережья в Халланде
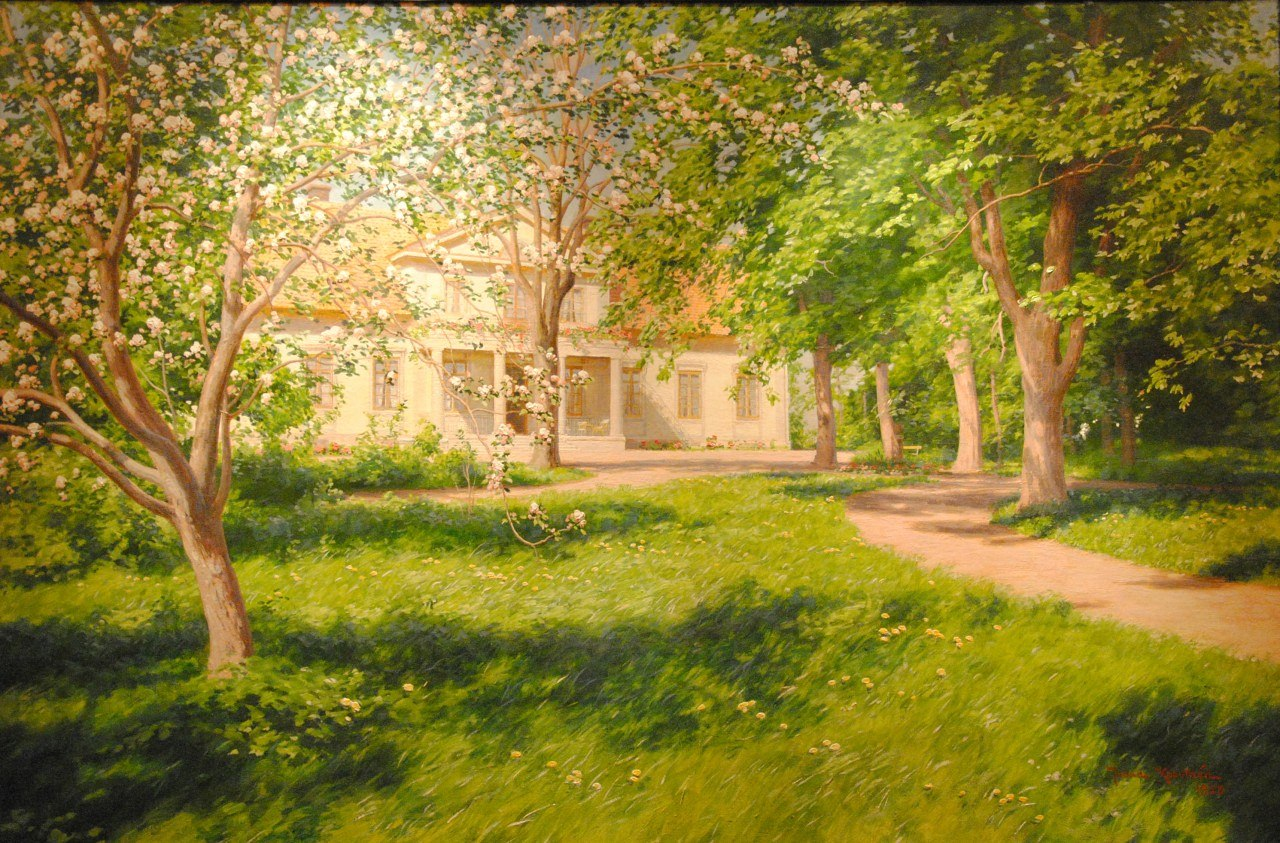
Поместье Харвестад
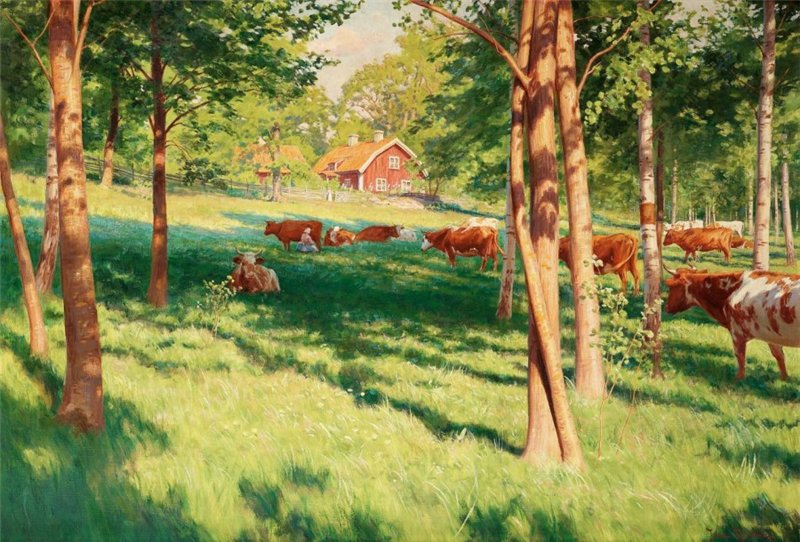
Выпас скота в Тьярстаде
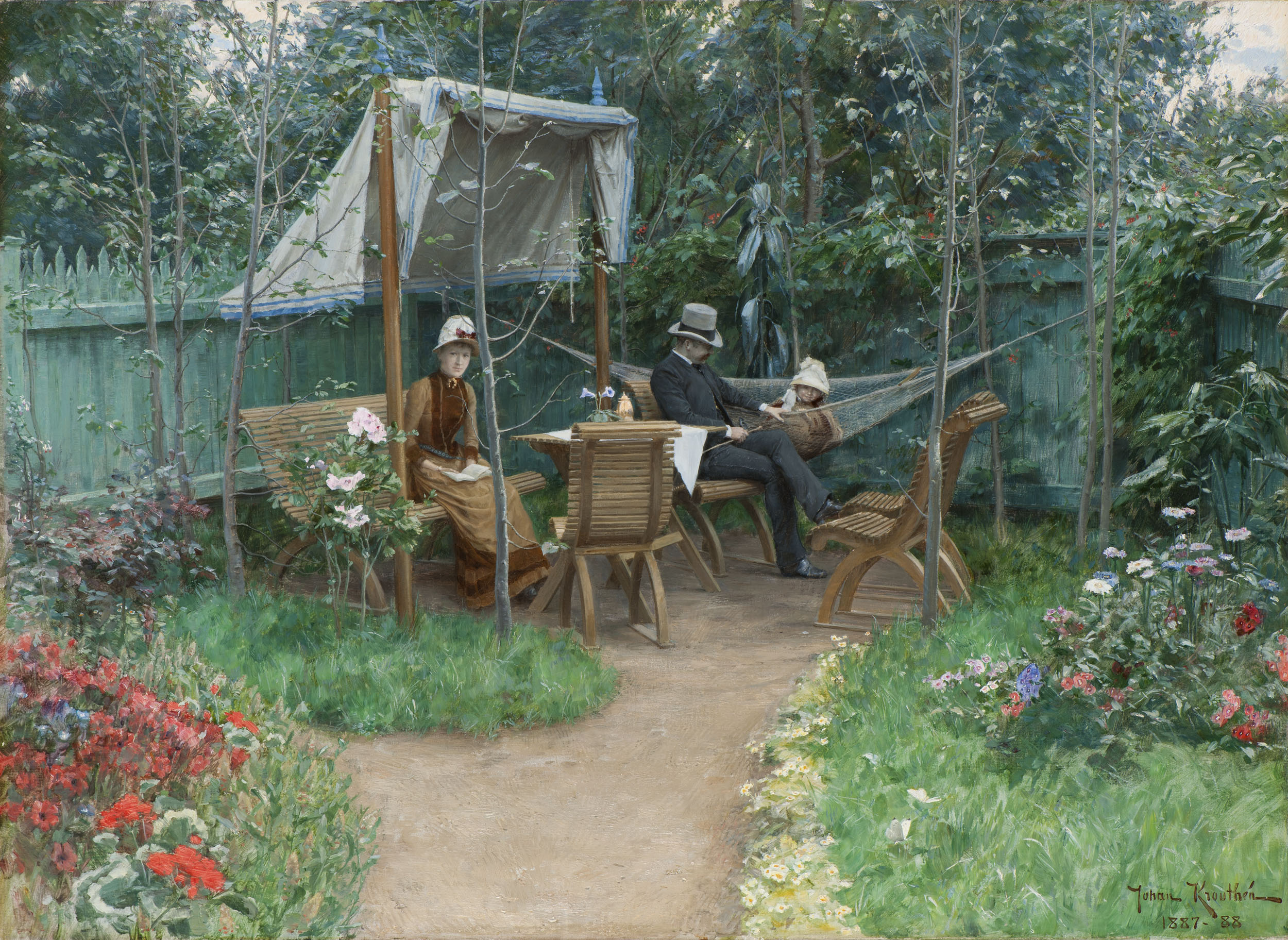
Сцена в саду, Линчёпинг
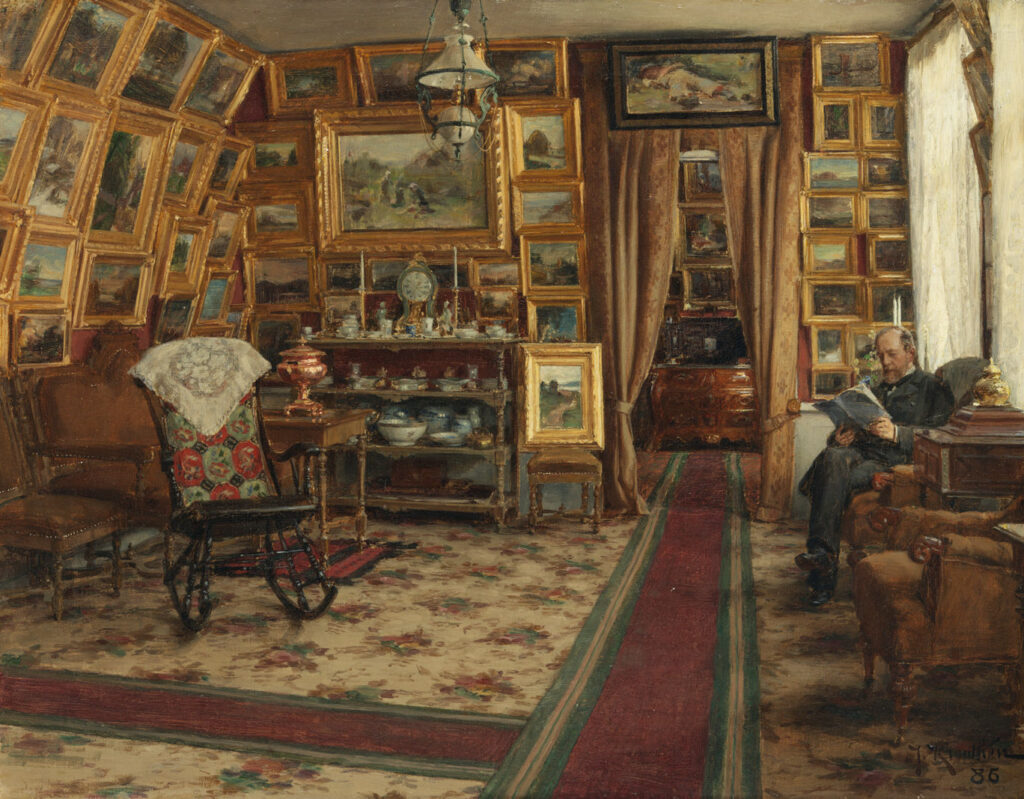
Библиотекарь Сегерштен у себя в кабинете. Сегерштен был коллекционером картин Крутена, и художник изобразил его среди своих же картин, которые Сегерштен купил у него ранее.
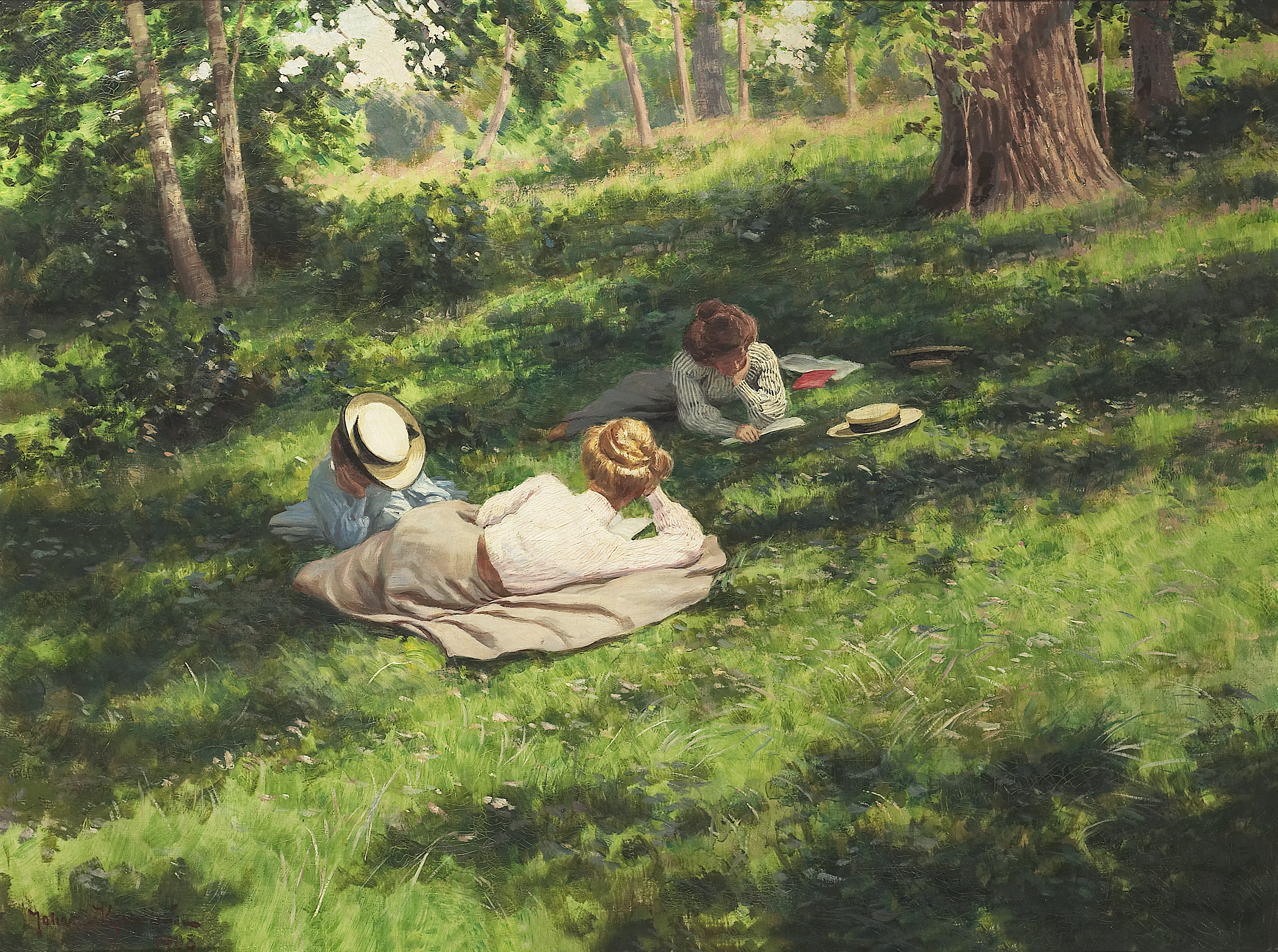
Три читающие женщины на фоне летнего пейзажа
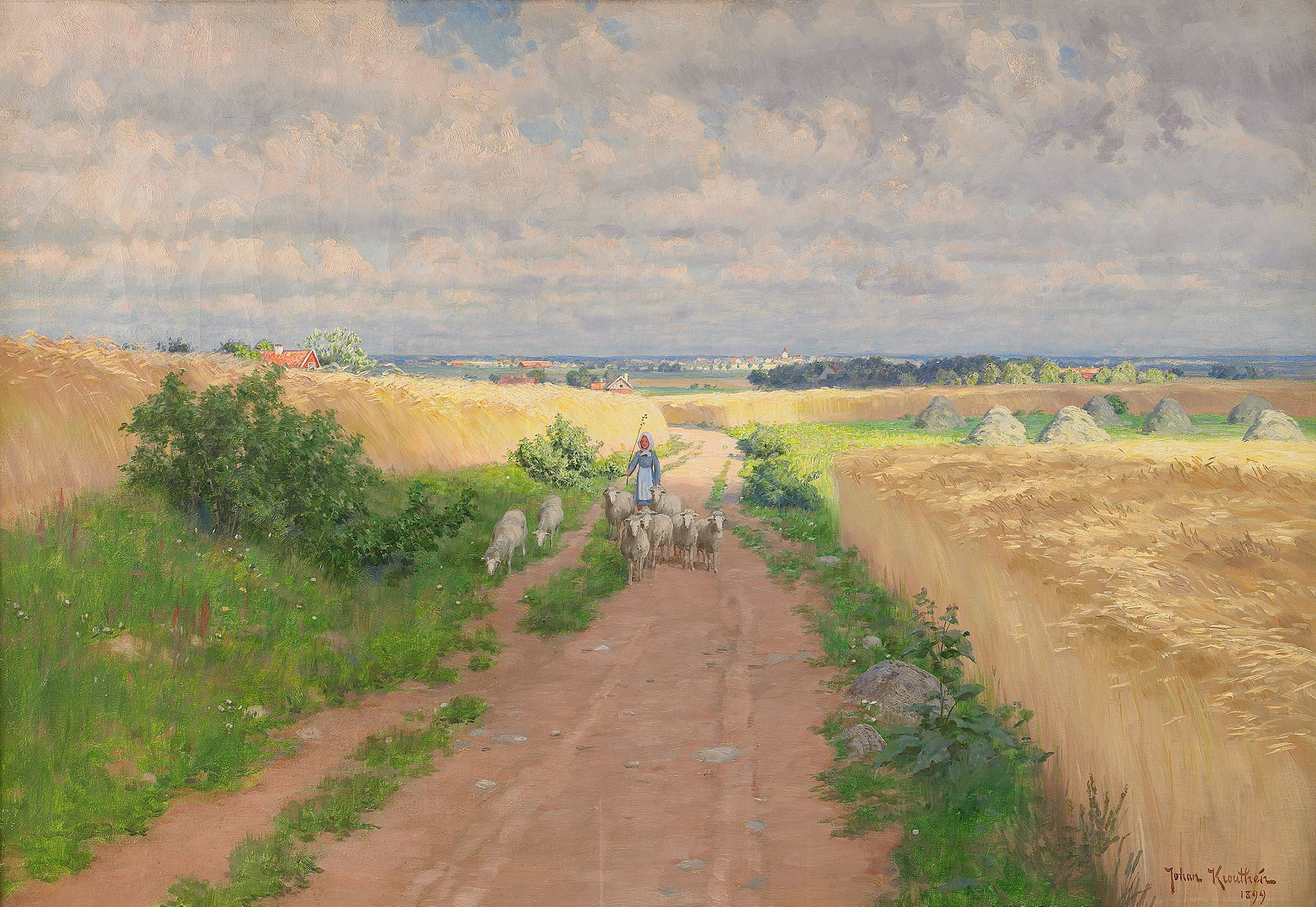
Летний пейзаж со стадом и пастушкой
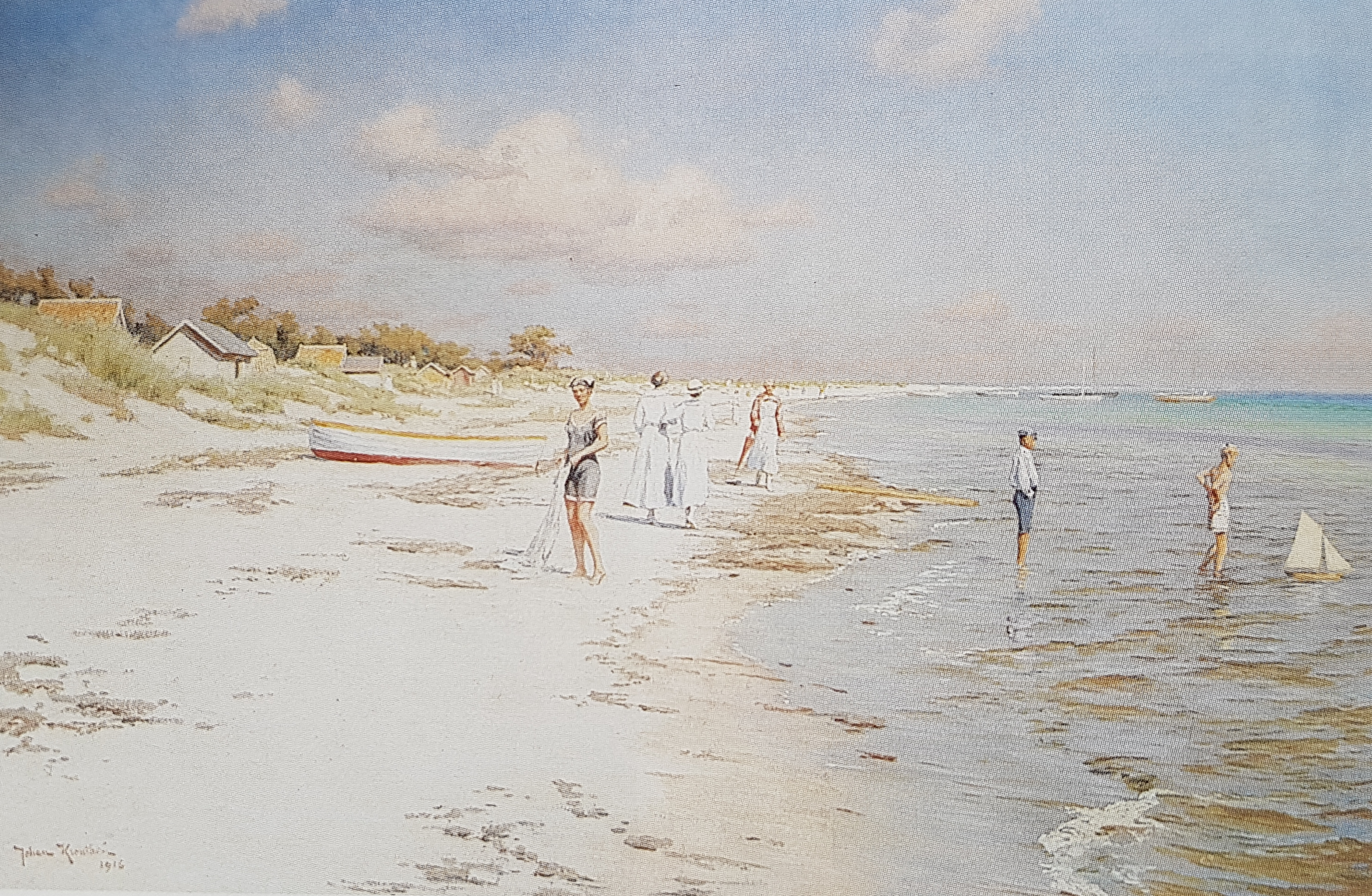
Пляж Фальстербу.